# Фульдера
Фульдера (нем. Fuldera) — деревня и бывшая коммуна в Швейцарии, кантон Граубюнден. 
1 января 2009 года вместе с коммунами Лю, Санта-Мария-Валь-Мюстаир, Чирф, Мюштайр и Валькава вошла в состав новой коммуны Валь-Мюштайр.
Входит в состав региона Энджадина-Басса/Валь-Мюштайр (до 2015 года входила в округ Инн).
Население составляло 121 человек на 2007 год. Официальный код — 3841. 

## Географическое положение
Коммуна находится на востоке Швейцарии вблизи итальянской границы. До слияния площадь Фульдера составляла 13,23 км². 24,9 % площади составляли сельскохозяйственные угодья, 37,2 % — леса, 1,4 % территории было заселено, 36,4 % заняты природными объектами.

## История
Коммуна впервые упоминается в 1322 как Faldiera

## Население
На 2008 год население Фульдера составляло 121 человек (47,9 % мужчин, 52,1 % женщин). 23,48 % жителей говорило на немецком языке, 74,78 — на романшском языке, 0,81 % — на итальянском. 17,4 % населения были в возрасте до 9 лет, 11,3 % — от 10 до 19 лет, 8,7 % — от 20 до 29 лет, 17,4 % — от 30 до 39 лет, 10,4 % — от 40 до 49 лет, 8,7 % — от 50 до 59 лет, старше 60 лет было 26,1 % населения.
| 1835 | 1850 | 1870 | 1900 | 1910 | 1941 | 1950 | 1970 | 1980 | 2000 | 2008 |
| ---- | ---- | ---- | ---- | ---- | ---- | ---- | ---- | ---- | ---- | ---- |
| 179  | 123  | 155  | 98   | 115  | 113  | 118  | 116  | 100  | 115  | 121  |